# Laminicoccus eastopi
Laminicoccus eastopi är en insektsart som beskrevs av Jennifer M. Cox 1987. Laminicoccus eastopi ingår i släktet Laminicoccus och familjen ullsköldlöss. Inga underarter finns listade i Catalogue of Life.